# Avenida Alicia Moreau de Justo
La avenida Alicia Moreau de Justo es una arteria vial de la ciudad de Buenos Aires, Argentina.

## Características
Al igual que muchas calles y avenidas de Puerto Madero, recibe el nombre de una mujer destacada en la historia del país. Esta avenida toma el nombre de Alicia Moreau de Justo quien fuera una médica y política argentina, figura del feminismo y del socialismo.
La avenida es una de las más características del barrio de Puerto Madero, encontrándose frente a los docks originales del puerto. Corre transversalmente de norte a sur, siendo el paso obligado hacia el interior del barrio desde La City porteña.
A lo largo de su extensión se encuentran numerosos restaurantes, siendo una de las zonas con mayor oferta gastronómica de la ciudad.
Desde 2018, el sentido de circulación vehicular en todo su recorrido es en numeración descendente, es decir, de sur a norte.

## Recorrido

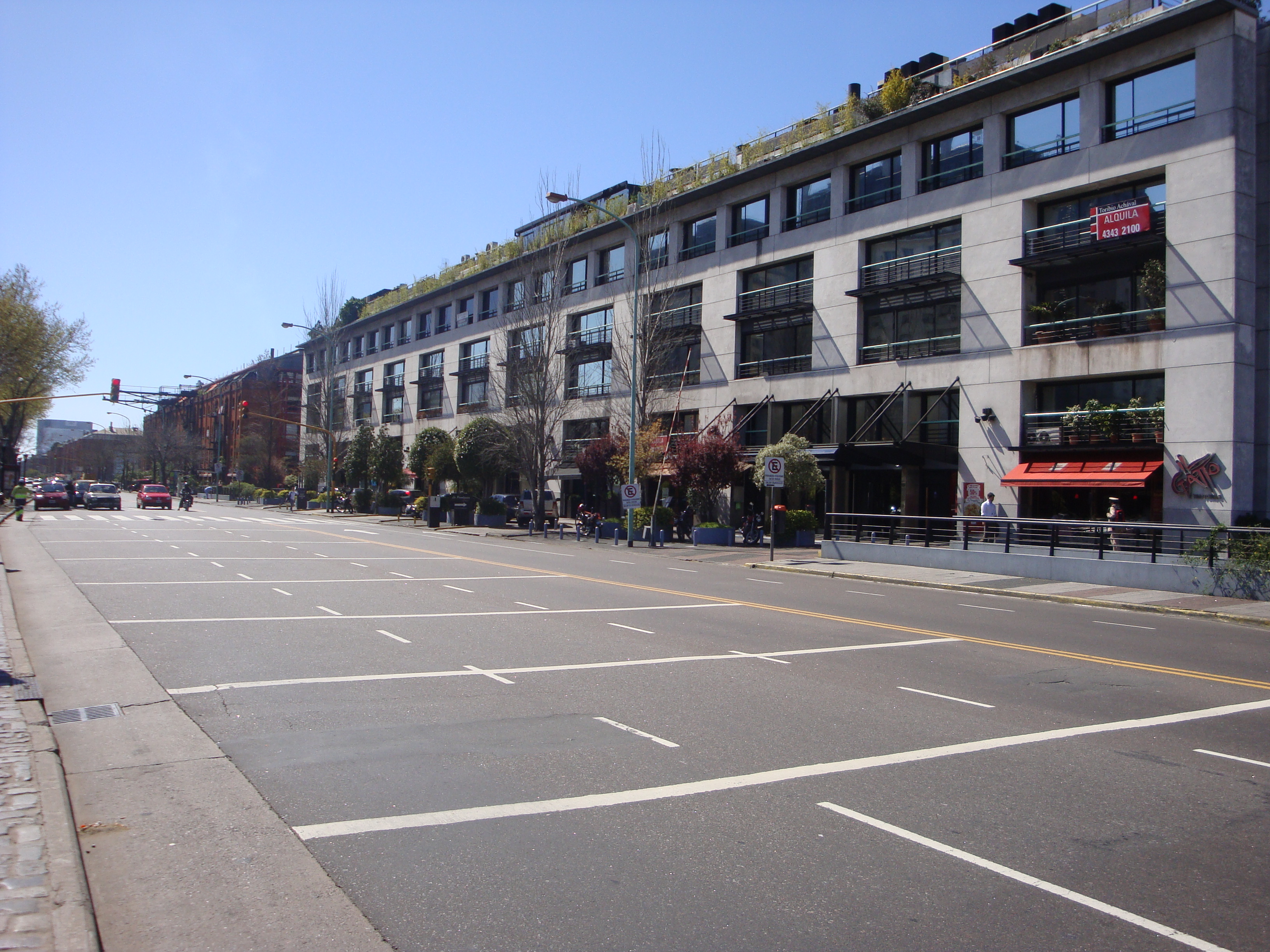
Avenida Alicia Moreau de Justo.

La avenida nace en la Avenida Cecilia Grierson siendo la continuación de la Avenida Antártida Argentina.
Corre paralelamente a las avenidas Eduardo Madero, Leandro N. Alem, Ingeniero Huergo y Paseo Colón.
Durante gran parte de su recorrido, corre paralelamente al ex Tranvía del Este, actual Paseo del Bajo.
Corre hacia el oeste de los docks y los diques del barrio, finalizando en el Bulevar Elvira Rawson de Dellepiane debajo de la Autopista 25 de Mayo.